# Campeonato Sub-17 de la OFC 1986
El Campeonato Sub-17 de la OFC 1987 fue la segunda edición de dicho torneo. Se llevó a cabo entre el 7 y el 14 de diciembre en la República de China, registrada a la FIFA bajo la denominación de «China Taipéi» y conocida generalmente como «Taiwán».
Participaron cinco equipos: Australia, China Taipéi, Fiyi, Nueva Zelanda y Papúa Nueva Guinea. Se enfrentaron entre sí en un sistema de todos contra todos, siendo los 10 partidos de la competición disputados en la ciudad de Kaohsiung. Finalmente, Australia se proclamó campeón por segunda vez, al superar a Nueva Zelanda en diferencia de goles —ambos sumaron seis puntos—; y clasificó a la Copa Mundial de la categoría de 1987, que tuvo lugar en Canadá.

## Equipos participantes
En cursiva los debutantes.
| Equipos participantes | Equipos participantes | Equipos participantes | Equipos participantes |
| --------------------- | --------------------- | --------------------- | --------------------- |
| Australia             | China Taipéi          | Fiyi                  |                       |
| Nueva Zelanda         | Papúa Nueva Guinea    |                       |                       |

## Clasificación
| Selección          | Pts | PJ | PG | PE | PP | GF | GC | Dif |
| ------------------ | --- | -- | -- | -- | -- | -- | -- | --- |
| Australia          | 6   | 4  | 3  | 0  | 1  | 10 | 1  | 9   |
| Nueva Zelanda      | 6   | 4  | 2  | 2  | 0  | 3  | 1  | 2   |
| China Taipéi       | 4   | 4  | 2  | 0  | 2  | 5  | 6  | -1  |
| Papúa Nueva Guinea | 2   | 4  | 0  | 2  | 2  | 1  | 5  | -4  |
| Fiyi               | 2   | 4  | 0  | 2  | 2  | 2  | 8  | -6  |

## Resultados
| Fecha                   | Lugar     |               |                          | Resultado |                               |                    |
| ----------------------- | --------- | ------------- | ------------------------ | --------- | ----------------------------- | ------------------ |
| 7 de diciembre de 1986  | Kaohsiung | Australia     | Bandera de Australia     | 3:0       | Bandera de Papúa Nueva Guinea | Papúa Nueva Guinea |
| 7 de diciembre de 1986  | Kaohsiung | China Taipéi  | Bandera de China Taipéi  | 0:1       | Bandera de Nueva Zelanda      | Nueva Zelanda      |
| 8 de diciembre de 1986  | Kaohsiung | Fiyi          | Bandera de Fiyi          | 0:4       | Bandera de Australia          | Australia          |
| 8 de diciembre de 1986  | Kaohsiung | Nueva Zelanda | Bandera de Nueva Zelanda | 0:0       | Bandera de Papúa Nueva Guinea | Papúa Nueva Guinea |
| 10 de diciembre de 1986 | Kaohsiung | Fiyi          | Bandera de Fiyi          | 0:0       | Bandera de Papúa Nueva Guinea | Papúa Nueva Guinea |
| 10 de diciembre de 1986 | Kaohsiung | China Taipéi  | Bandera de China Taipéi  | 0:3       | Bandera de Australia          | Australia          |
| 12 de diciembre de 1986 | Kaohsiung | Fiyi          | Bandera de Fiyi          | 1:1       | Bandera de Nueva Zelanda      | Nueva Zelanda      |
| 12 de diciembre de 1986 | Kaohsiung | China Taipéi  | Bandera de China Taipéi  | 2:1       | Bandera de Papúa Nueva Guinea | Papúa Nueva Guinea |
| 14 de diciembre de 1986 | Kaohsiung | China Taipéi  | Bandera de China Taipéi  | 3:1       | Bandera de Fiyi               | Fiyi               |
| 14 de diciembre de 1986 | Kaohsiung | Australia     | Bandera de Australia     | 0:1       | Bandera de Nueva Zelanda      | Nueva Zelanda      |

| Bandera de Australia |
| Campeón Australia    |
| 2.do título          |